# Bour (Helperknapp)
Bour (luxemburgisch Burⓘ) ist eine Ortschaft in der Gemeinde Helperknapp, Kanton Mersch, im Großherzogtum Luxemburg.  

## Lage
Hollenfels liegt im Tal der Eisch, an der N 12 und der CR 105. Nächster Nachbarort ist Roodt an der Eisch im Westen, weitere Nachbarorte sind im Norden Tüntingen, im Osten Ansemburg und im Süden Dondelingen. 

## Allgemeines
Bour ist ein kleines Straßendorf und gehört mit seinen 68 Einwohnern zu den kleineren Ortschaften in der Gemeinde Helperknapp. Die Kapelle, welche sich am nördlichen Ortseingang befindet, ist dem hl. Celsus von Mailand gewidmet und wurde 1851 erbaut.